# 5357 Sekiguchi
5357 Sekiguchi este un asteroid din centura principală de asteroizi.

## Descriere
5357 Sekiguchi este un asteroid din centura principală de asteroizi. A fost descoperit pe 2 martie 1992 la Kitami de Tetsuya Fujii și Kazuro Watanabe. Asteroidul prezintă o orbită caracterizată de o semiaxă mare de 2,99 ua, o excentricitate de 0,10 și o înclinație de 9,1° în raport cu ecliptica.